# Athanasius Kircher
Athanasius Kircher, nemški jezuit, teolog in učenjak, * 2. maj 1602, Geisa pri Fuldi, Turingija, 27. november 1680, Rim. 
Sodi med največje katoliške raziskovalce in znanstvenike na področjih jezikoslovja, medicine, astronomije, filozofije, matematike, optike in geologije. Med drugim se je prvi v raziskovalne namene spustil v kraterje ognjenikov Etna, Vezuv in na vulkanskem otoku Stromboli. Spisi z njegovimi odkritji so shranjeni v muzeju Papeške univerze Gregoriana v Rimu.
Veliko je pisal tudi o tehnoloških inovacijah drugih, zaradi česar mu danes nekateri zmotno pripisujejo številne izume, npr. Huygensovo napravo Laterna magica (predhodnico današnjih projektorjev). Sam bistvenih inovacij ni prispeval.